# Almirall Kuznetsov
|  | Per a altres significats sobre L'Almirall Kuznetsov, vegeu «Nikolai Kuznetsov». |

L'Almirall de la Flota de la Unió Soviètica Kuznetsov (en rus: Адмирал флота Советского Союза Кузнецов, Admiral Flota Sovétskogo Soyuza Kuznetsov), originalment anomenat Riga, després Leonid Brézhnev i finalment Tbilissi, conegut popularment com a Almirall Kuznetsov, o simplement Kuznetsov, és l'únic portaavions de l'Armada Russa, en la qual serveix com el seu vaixell almirall.
Va ser declarat operacional al 1998 després d'extenses reparacions. El vaixell romandrà operatiu en la flota fins a l'any 2025-2030.
L'any 2000, va participar en els exercicis navals on s'enfonsà el submarí nuclear rus K-141 Kursk.
L'Almirall Kuznetsov va ser comissionat originalment per la Armada Soviètica amb l'objectiu de ser el primer de la classe de portaavions, però només es va construir una unitat més anomenada Varyag, la qual va ser venuda per Ucraïna a la República Popular Xina amb la condició de no utilitzar el vaixell en combat. La Xina ha reparat i modernitzat el Varyag, reanomenat com Lianoning (16) i reclassificat com un portaavions de la classe Tipus 001.
El Kuznetsov deu el seu nom a Nikolai Kuznetsov, un destacat oficial de l'Armada de la Unió Soviètica durant la Segona Guerra Mundial que va rebre el títol d'Almirall de la Flota de la Unió Soviètica el 1955.
El 12 de desembre del 2019 es va declarar un incendi dins del portaavions, amb conseqüències desconegudes de moment. Es desconeix si el portaavions seguirà sota les reformes previstes el 2017 o serà donat de baixa finalment.
El 22 de desembre del 2022 els serveis d'emergència de Rússia havien confirmat un incendi a bord del portaavions, amarrat a un port de la localitat Múrmansk, a la península de Kola, a l'extrem nord-oest del país.

## Història
Va ser construït a la drassana de Mikolaiv a la República Socialista Soviètica d'Ucraïna, llançat el 1985 i no va entrar en operació fins al 1995. El seu primer nom va ser Riga però al novembre de 1982 se li va canviar el nom a Leonid Brézhnev, després a Tbilissi i finalment, a l'octubre de 1990 a Almirall Kuznetsov en honor de l'almirall Nikolai Kuznetsov. Per a l'estiu de 1989 el vaixell ja estava complert en un 71 %, al novembre de 1989 va realitzar les seves proves operatives.
El desembre de 1991 va navegar per primera vegada per dirigir-se a la Flota del Nord, sent equipat amb la seva flota aèria el 1993. Va realitzar algunes proves en el mar Mediterrani, el 1997 va ser posat en dic sec per esperar reparacions i fons per altres millores. El procés de reparació no va ser complert fins al juliol de 1998, essent posat en servei a la Flota el 3 de novembre de 1998; transportant 12 avions Su-33 i 24 helicòpters navals Kamov de doble rotor coaxial contra-rotatori.
Els avions supersònics Su-33 poden enlairar-se sense necessitat de catapultes, amb una rampa ski-jump, com el del portaavions britànic Invincible, construït per llançar els avions Harrier que van combatre en la guerra de les Malvines.
Va estar present als exercicis on es va perdre el submarí Kursk al mar del nord, essent posat en reserva fins a finals de 2003, quan va tornar a ser posat en proves de combat, per avaluar els nous Su-33 renovats.

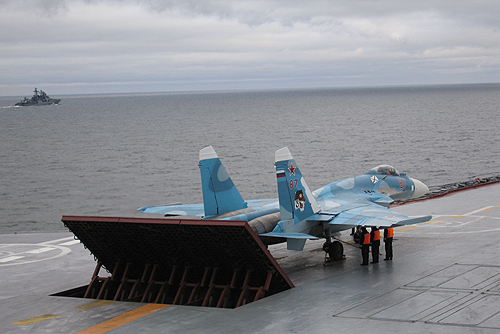
Un Su-33 preparant-se per enlairar-se des de l'Almirall Kuznetsov.

El 2005, durant uns exercicis, es va perdre un dels nous avions Su-33 en caure de la coberta a l'oceà Atlàntic. Posteriorment, es va destruir l'avió al fons del mar, per evitar l'espionatge dels nous sistemes electrònics de vol i millores secretes.
El 27 de setembre de 2006, es va anunciar que el vaixell tindria noves modernitzacions per reparar alguns dels seus problemes tècnics, apareguts durant les pràctiques de combat amb els Su-33.
El 16 de febrer de 2009, l'Almirall Kuznetsov, juntament amb altres dos vaixells de guerra russos, es va veure probablement implicats en el vessament de 522 tones de fuel mentre estava sent proveït al sud de la costa irlandesa.
Va ser vist a la Mediterrània pintat de camuflatge de color negre, amb la línia de flotació vermella i grans ales daurades en la proa, sota la rampa Ski-Jump, participant al bloqueig naval de Rússia a Geòrgia, amb avions Su-33 que van ser desplegats per evitar una possible intervenció de l'OTAN a Geòrgia. A principis de desembre de 2011, Rússia va enviar al Kuznetsov amb diversos vaixells de suport i guerra antisubmarina a la Mediterrània. El govern rus va desvincular els moviments de flota amb la crisi a Síria.

## Disseny
Tot i que desplaça 40.000 tones menys que el Nimitz té 300 metres d'eslora, només 33 metres menys que un portaavions d'aquesta classe de la US Navy de 333 m d'eslora; 38 m de màniga, només 3 menys que els 41 metres de màniga del Nimitz i té 73 metres de màniga total sobre la coberta.
Té una pista d'aterratge lateral inclinada 4 graus, amb 4 cables estesos sobre la coberta, per interceptar el ganxo estès d'apontatge (aterratge) dels avions Su-33 i Su-25, al moment del apontatge de les aeronaus sobre la pista.
És el portaavions més gran construït a Europa i transporta a l'avió caça més gran i pesat embarcat en un portaavions, el Su-33 de 22 m de llarg, és 2.8 m més llarg que el F-14 de l'Armada dels Estats Units, ja retirat del servei.

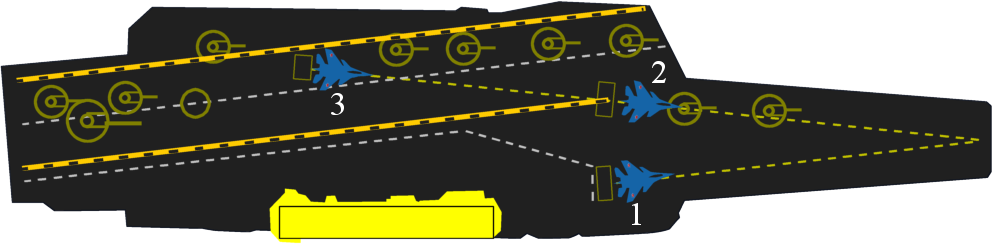
Esquema de la pista del Kuznetsov.

Té 3 plataformes de llançament per a l'enlairament d'avions sense catapultes, amb 3 deflectors d'aire que s'aixequen des de la coberta, per desviar els gasos calents expulsats pels motors de post-combustió del Su-33.
A la plataforma de llançament, l'avió és retingut momentàniament abans d'enlairar-se per uns petits sostenidors de les 2 rodes del tren d'aterratge principal, que s'aixequen des de la coberta mitjançant un mecanisme hidràulic, en forma similar als deflectors d'aire, per detenir l'embranzida de l'avió amb els seus motors de post-combustió encesos al màxim; just abans del moment de l'enlairament, els sostenidors de les rodes es baixen ràpidament a nivell de la coberta, mitjançant un pistó d'aire comprimit i permeten que l'avió s'alliberi de la seva detenció, passada per sobre dels sostenidors retrets a nivell de la coberta i iniciï, l'enlairament sobre la plataforma de llançament fins a arribar a la rampa ski-jump per sortir del portaavions.

## Desenvolupament
L'illa de comandament es de gran grandària, essent dissenyada amb dues torres de control, una davantera per controlar l'enlairament de les aeronaus des de la plataforma de llançament del portaavions i una posterior per controlar els aterratges sobre la coberta dels helicòpters pesants Kamov, els avions Su-33, els avions navals Su-25 i al principi, per al millor control de l'aproximació final d'avions V/STOL Yakovlev Yak-141.
Els tècnics i especialistes, que controlen l'aterratge de les aeronaus sobre la coberta del portaavions, romanen en una torre de control moderna i de cabina segellada amb calefacció, dissenyada especialment per enfrontar les difícils condicions climàtiques del Mar del Nord i controlar a distància els aterratges sobre la coberta sense necessitat de romandre a la coberta de la pista principal del portaavions, exposats al fred, vent, la pluja i els perills de les aeronaus en moviment.
Sobre l'illa de comandament, té uns nous radars digitals de selecció plana d'alta precisió AESA Active Electronically Steered Arrays per detectar, seguir el curs i enganxar múltiples tipus de míssils navals, des de míssils creuers, míssils intercontinentals fins a ogives d'ingrés des de l'espai.
Intercanviant informació de rastreig amb altres elements del sistema, amb una combinació d'agilitat de freqüències de radar, un processament completament digital i molt bona mobilitat de totes les freqüències de senyals de VHF, el radar pot rastrejar fins a 400 blancs enemics, guiar les armes i les aeronaus del portaavions fins als blancs assignats.
L'anàlisi de l'exploració dels senyals de radar és molt detallada, podent detectar els blancs enemics i presentar diferents opcions de tàctiques de batalla per trobar la millor solució de defensa del portaavions i l'esquadra naval amb l'ajut de computadores programades amb tàctiques de batalla.
Aquests nous i grans radars plans, de forma quadrada i rectangular, romanen integrats a l'estructura central de l'illa de comandament amb un de davanter rastrejant la proa i un altre rastrejant la popa, un altre costat de babord i un al costat d'estribord, juntament amb dos nous radars giratoris, instal·lats entorn d'un eix sobre el castell de la torre de control, inclinats en el seu eix vertical i horitzontal, un cap a l'esquerra i l'altre a la dreta, en forma excèntrica, que giren ràpidament tot i la seva gran grandària, amb l'ajuda d'uns contrapesos giratoris coberts per un dom circular, per evitar els moviments sobre el vaixell i millorar l'estabilitat de la nau; en un disseny experimental, únic i exclusiu d'aquest tipus de portaavions, que operen en combinació amb múltiples tipus de radars convencionals, de disseny còncau i giratori, que envolten la torre de control.
Al costat de l'illa de gran grandària de la torre de control, que fa l'efecte de ser un portaavions petit, té 2 ascensors amb capacitat d'elevar una aeronau cadascun; sota la coberta principal a l'hangar d'avions té diverses plataformes giratòries circulars per rotar completament els avions i helicòpters i aprofitar millor l'espai disponible per emmagatzemar aeronaus en l'hangar.
Sobre la coberta té 11 plataformes reforçades, pintades amb grans cercles blancs, per permetre l'aterratge d'helicòpters navals pesants Kamov, de 12 tones, de forma simultània; van ser dissenyades inicialment per permetre l'aterratge dels avions Yakovlev Yak-38 similars als avions d'enlairament vertical Harrier, i la seva variant millorada, el Yakovlev Yak-141 amb motor d'embranzida V/STOL, similar al F-35 JSF de la US Navy i 19 punts d'ancoratge per transportar altres 19 aeronaus sobre la coberta, en la configuració estesa de batalla i permeten, que altres avions puguin romandre a l'aire, rebent reabastiment aeri de combustible des d'altres avions Su-33.
Rússia també considera desplegar alguns MiG-29K, versió naval del MiG-29, per a proves de vol i condicionament, per oferir-lo a la venda a altres països, com un avió de caça naval de pes mitjà, embarcat en portaavions, que podrà escortar en el futur als caça pesants Su-33. Es van realitzar algunes proves operatives d'aquest avió de combat abans de la dissolució de la Unió Soviètica.
Per millorar la seva estabilitat a les turbulentes aigües del mar del Nord, es va dissenyar un bulb de proa conegut també com a proa bulbosa, sota la línia de flotació del vaixell, on un esperó central sota la quilla equipat amb sonars per detectar submarins i torpedes, aletes estabilitzadores sota el casc controlades per computadora i té una rampa de llançament ski-jump amb un angle de 12 graus a la part final construïda sobre la coberta del portaavions, que també ajuda a protegir als avions embarcats sobre la coberta de les grans ones que trenquen a la proa. Va ser el primer portaavions construït amb el bulb de proa, considerat actualment com la norma general de construcció de portaavions.
Rússia ofereix els avions navals Su-33 i els MiG-29K, versió embarcada del MiG-35 per a la venda a la Xina, l'Índia, l'Iran, el Brasil, Veneçuela i Síria per a la seva construcció conjunta, amb el finançament, ajuda i assessorament de Rússia.

## Armament

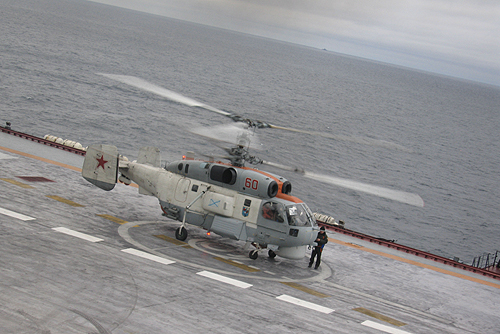
Un dels helicòpters Kamov Ka-27 de la dotació del Kuznetsov sobre la seva coberta.

El Kuznetsov, tot i no tenir una dotació aèria tant gran com els portaavions de classe Nimitz, és el portaavions amb més capacitat de transport d'armament, míssils superfície-aire, torpedes muntats sobre motors de míssils, canons antiaeris i míssil creuer disponible en l'actualitat, sent considerat com un vaixell de guerra creuer portaavions.
A la Proa, al costat de Babord de la coberta, té 6 sitges amb tubs verticals de llançadors de míssils superfície-aire de mig abast i torpedes, muntats en motors de míssils i 2 plataformes horitzontals klinok, llançadores de míssils superfície-aire de curt abast.
Al costat d'estribord de la coberta té uns altres 6 sitges i 2 plataformes de míssils, que reben els míssils de la part inferior de la coberta, mitjançant un rail transportador que els llença de forma automàtica. A la Popa, al costat de Babord de la coberta, la configuració defensiva és similar a la de la Proa, amb 6 sitges i 2 plataformes de míssils, a Estribord uns altres 6 sitges i 2 plataformes de míssils, amb canons antiaeris guiats per radar.
Sota la coberta davantera del portaavions, entre les 2 pistes d'enlairament, just abans de la rampa ski-jump, té 12 sitges amb tubs verticals de llançadors de míssils tàctics, de més de 400 km d'abast, nom en codi OTAN SS-19-N Shipwreck, en 2 files de 6 sitges cadascuna al llarg de la coberta, amb grans comportes abatibles i ocultes a nivell de la coberta, per permetre el pas de les aeronaus sobre les comportes i només s'obren al moment del llançament dels míssils, obrint-se cap amunt per poder llançar els míssils, en forma similar a les dels submarins classe Akula Typhoon; els míssils són llançats fora de les sitges amb la pressió d'aire comprimit, trenquen una coberta protectora tipus dom de fibra de vidre i els seus motors s'encenen a l'aire.
Transporta el caça naval pesant Su-33 derivat del Su-27, armat amb míssils aire-aire i aire-superfície. La nova versió podrà transportar llançadors de torpedes, muntats en motors de coets. En el futur també podrà transportar el caça naval de pes mitjà Mikoyan MiG-29K derivat de la nova família d'avions caça MiG-35 de generació 4.5 per escortar als nous bombarders navals derivats del projecte Su-37. Els helicòpters navals Kámov de doble rotor coaxial contra-rotatori també podran llançar torpedes, per atacar una força naval i aèria adversària i defensar a l'esquadra naval del portaavions.

## Galeria d'imatges

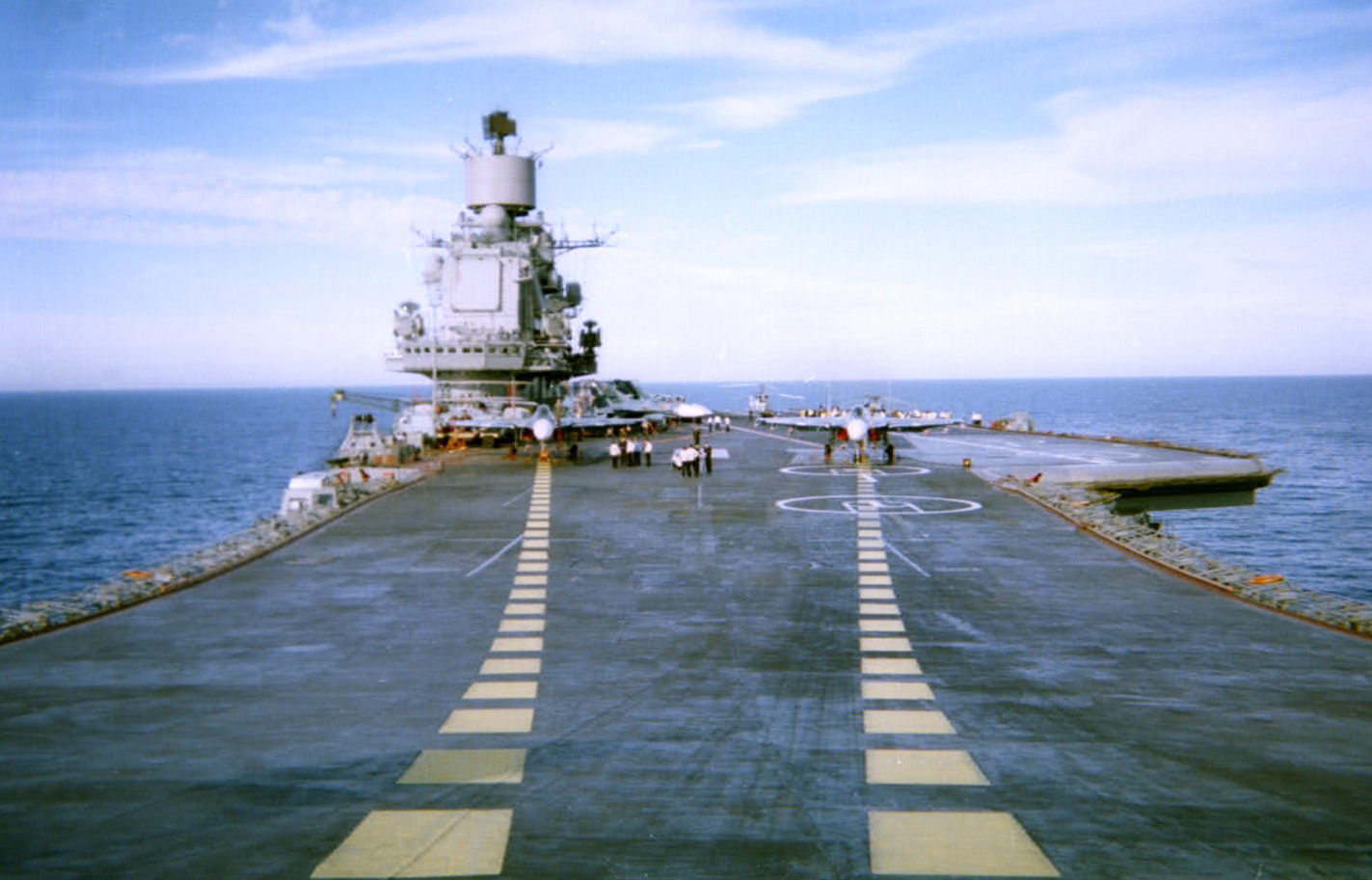
Dos Sukhoi Su-33 preparats per enlairar-se.
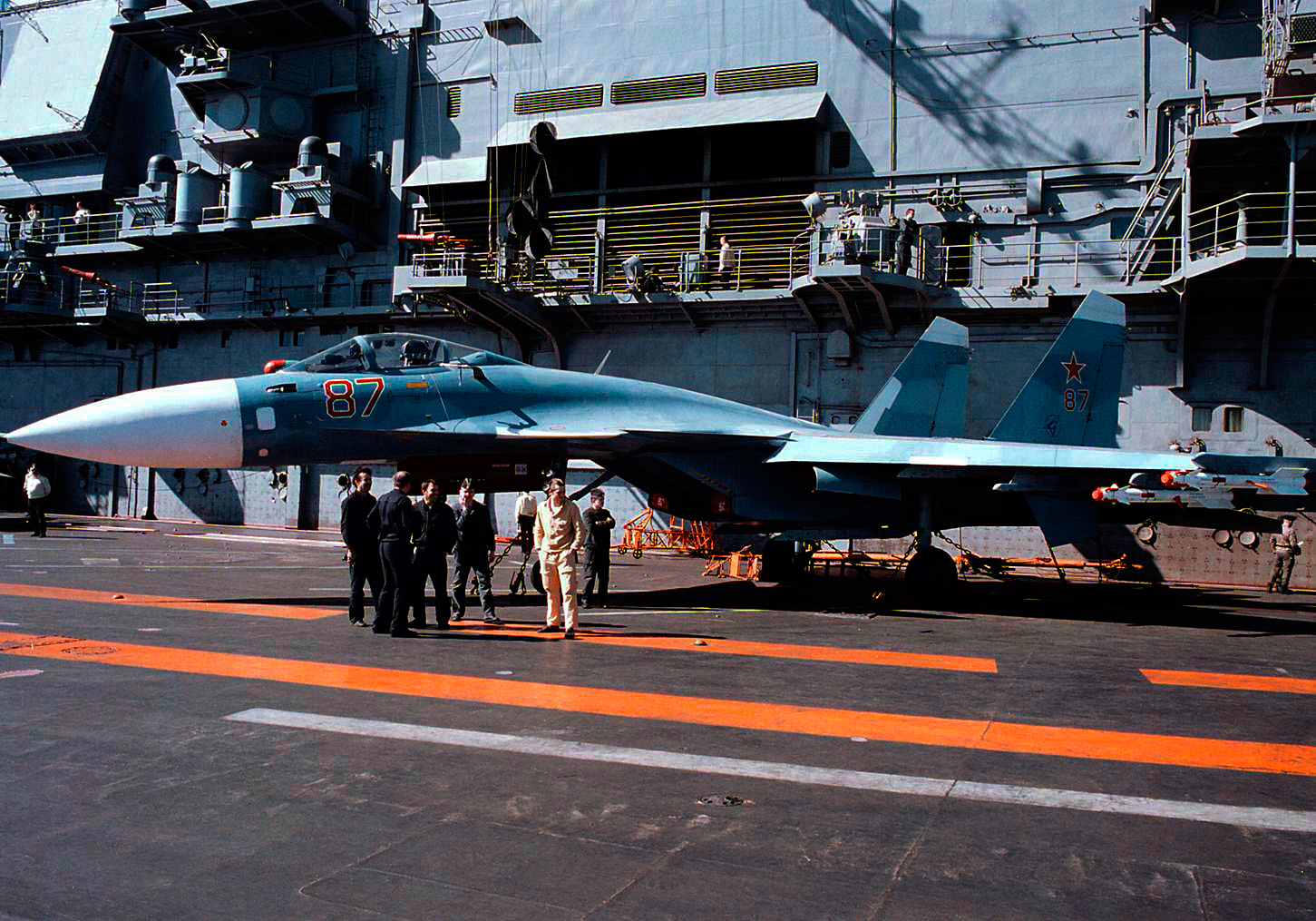
Un Su-33 a la coberta de vol.
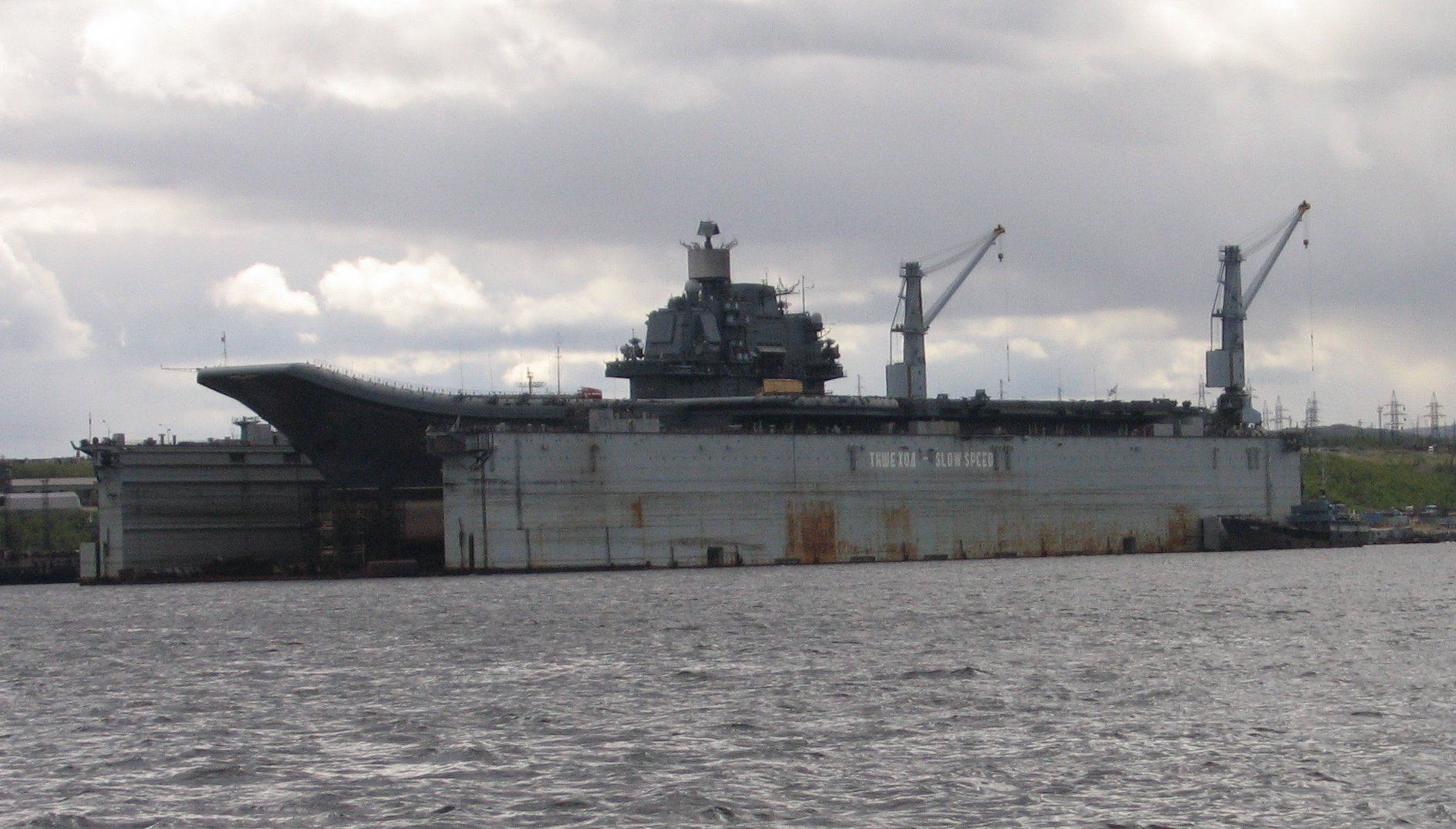
L'almirall Kuznetsov en dic sec.
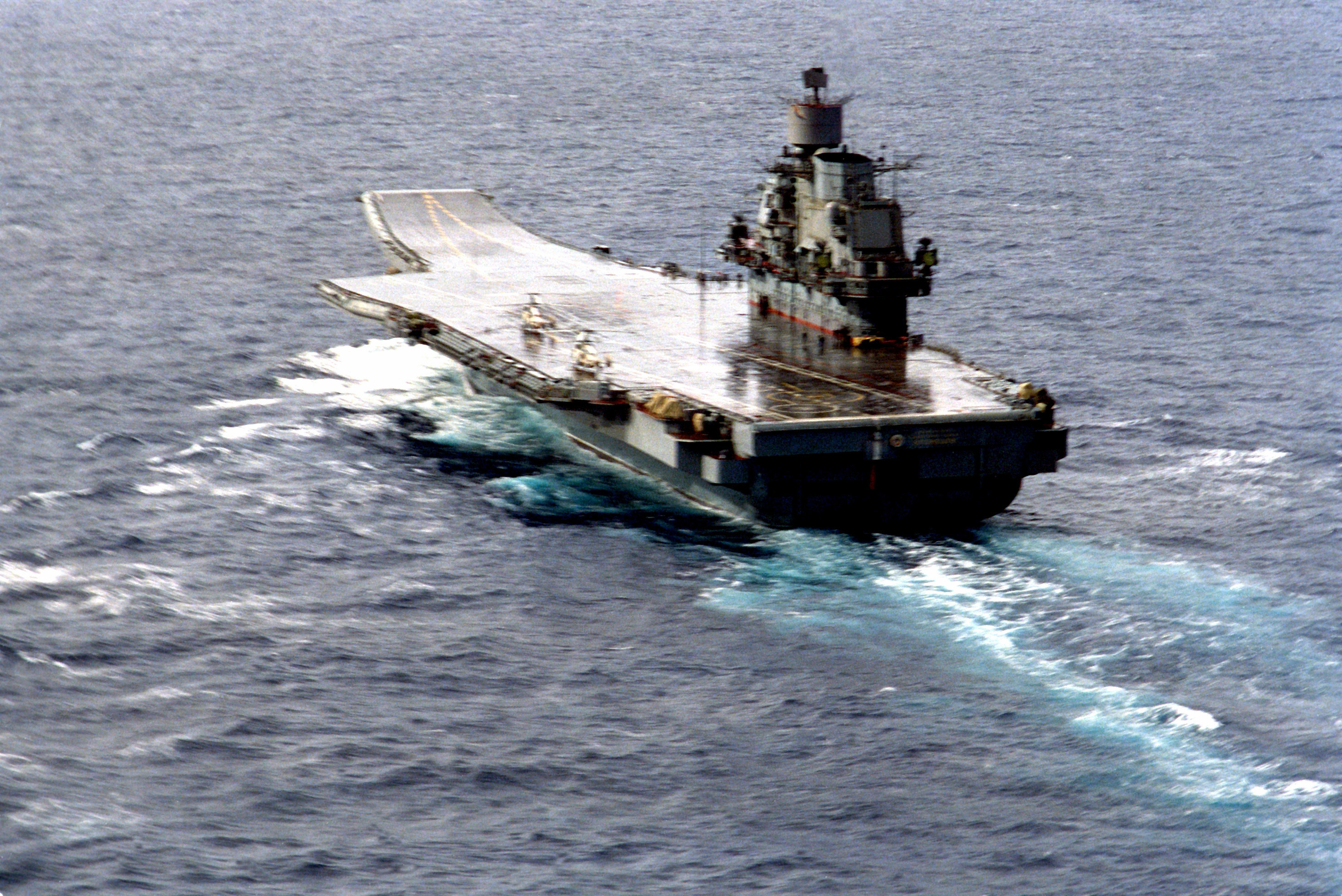
Vista posterior de l'Almirall Kuznetsov.
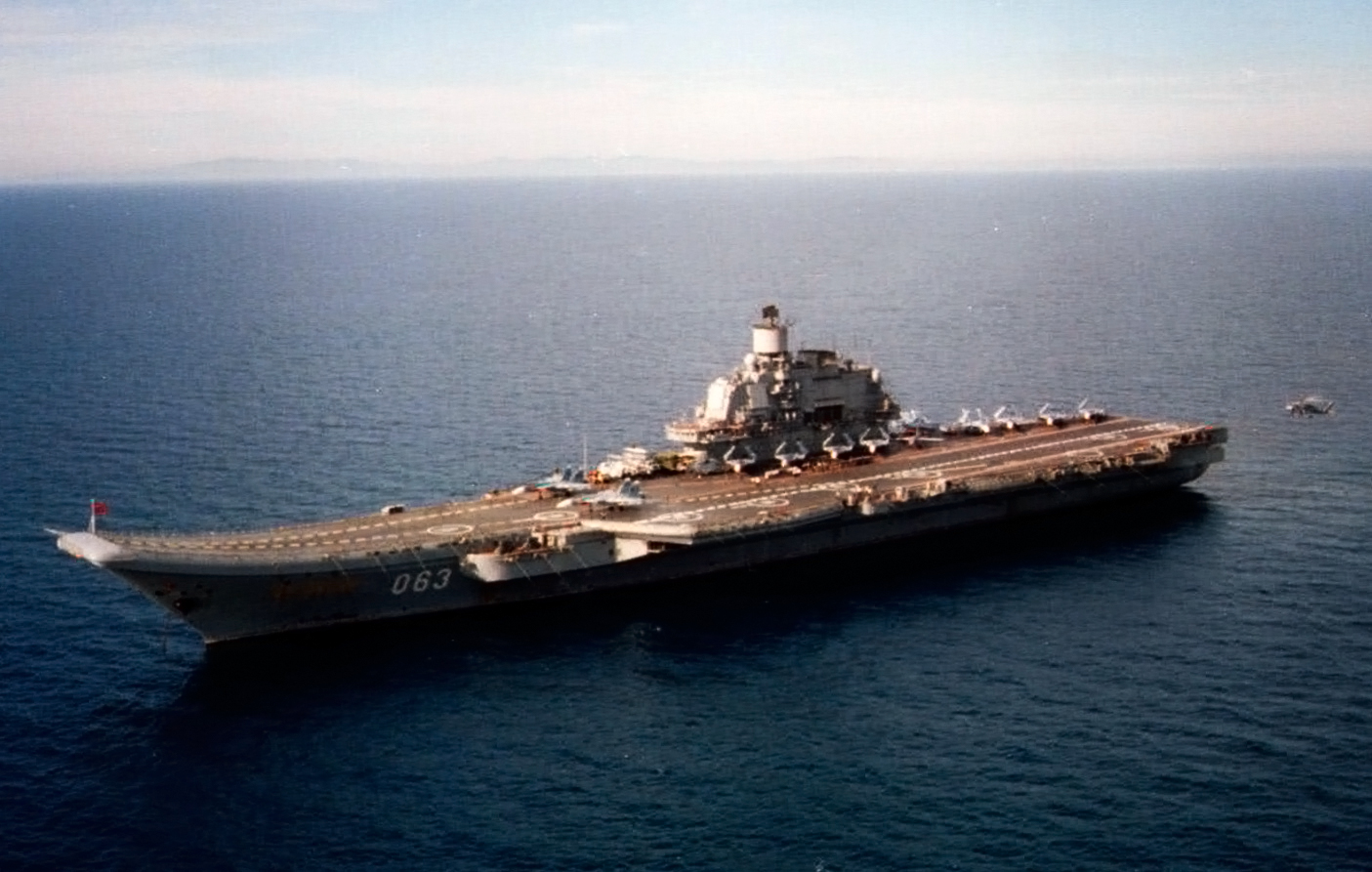
L'Almirall Kuznetsov a la mar Mediterrania.